# Nomada australensis
Nomada australensis är en biart som beskrevs av Perkins 1912. Nomada australensis ingår i släktet gökbin, och familjen långtungebin. Inga underarter finns listade i Catalogue of Life.

## Bildgalleri

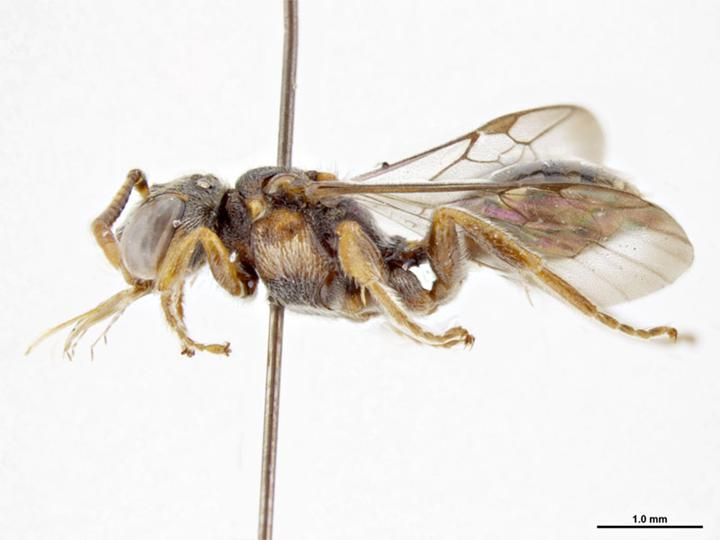
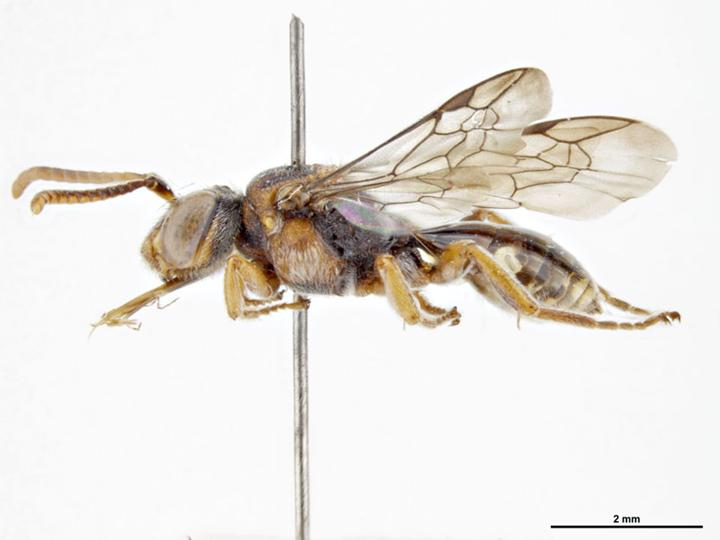